# Moonbouncing

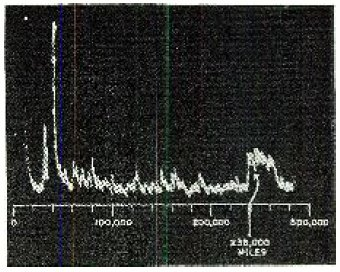
Oscilloscope met een radarsignaal dat via de maan terugkeerde (project Diana in 1946).

Moonbouncing of EME (Earth-Moon-Earth) is een methode die door radioamateurs wordt gebruikt om via het maanoppervlak wereldwijde verbindingen te maken. Bij het gebruik van een enkel omstraalelement (antenne) in het VHF-UHF-gebied zijn grote vermogens nodig in de orde van enkele honderden watts. Wanneer echter gebruik wordt gemaakt van meerdere richtantennes of andere voor hogere frequenties geschikte elementen als schotels, kan het benodigde vermogen beduidend lager uitvallen. 
Met behulp van zogenaamde Weak Signal Detecting kan men zelfs trachten verbindingen te maken met een dermate laag vermogen, dat het LF-gedeelte van de ontvangstzijde geen audio meer lijkt te genereren. 
Er kunnen verschillende modes gebruikt worden: morse, single sideband (USB & Lower Side Band) phone en ook FSK of AFSK.